# Christoph August Heumann

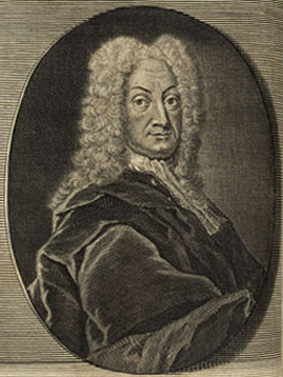
Christoph August Heumann, um 1730

 Christoph August Heumann  (* 3. August 1681 in Allstedt; † 1. Mai 1764 in Göttingen) war ein evangelisch-lutherischer Theologe und Polyhistor während der Aufklärung. Er machte sich als Vordenker einer evangelischen Union einen Namen und trug wesentlich zu einer neuen Betrachtungsweise der Geschichte der Philosophie bei.

## Kirchengeschichtliche Zeitumstände
Es ist das Zeitalter der Aufklärung und eine auf Descartes zurückgehende wissenschaftliche Disziplin der Philosophiegeschichtsschreibung entwickelt sich im 17. und 18. Jahrhundert.

## Leben
Christoph August Heumann stammte aus einer thüringischen Pfarrerfamilie. Er studierte von 1699 bis 1702 in Jena Theologie und Philosophie, wobei er sich zum Teil als Autodidakt betätigte. Nach Erlangung des Magistertitels (Dissertation „De duellis principum“) hielt er von 1702 an dort philosophische Vorlesungen und predigte in der Universitätskirche. Eine Bildungsreise, von der er in einem Reisetagebuch berichtet, führte ihn 1705 durch Deutschland und die Niederlande und brachte ihn mit bekannten Persönlichkeiten aus der Wissenschaft (unter anderem Gottfried Wilhelm Leibniz) zusammen.

Titelseite Collegium Juris Naturae

1709 ging er als Inspektor des Theologischen Seminars und Kollaborateur des Gymnasiums nach Eisenach. Dort hielt er Kollegien über Philosophie, Exegese und Rhetorik. Auch in Jena hielt er Kollegien. Eine handschriftlich überlieferte, aber wissenschaftlich noch nicht bewertete Vorlesung über Naturrecht (Collegium juris naturae) ist dafür ein Beispiel. 1717 übernahm Heumann eher widerwillig die ihm vom Magistrat angebotene Stelle des Inspektors am Göttinger Gymnasium und erwies sich dort als sehr fleißiger Wissenschaftler, origineller Lehrer und Organisator. Er führte an der florierenden Schule eine moderne, den Zeiterfordernissen angemessene Schulordnung ein (1728) und setzte besondere Schwerpunkte auf die klassische Bildung, das Studium der Geschichte und die Pflege der deutschen Sprache. Er promovierte 1728 in Helmstedt mit der Dissertation über den Aberglauben des Reliquienkultes „Disputatio de superstitione verae fidei innocue admixta“ zum Dr. theol.
Es folgten akademische Rufe nach Helmstedt, Jena und Ansbach, die Heumann aber zugunsten Göttingens ausschlug.
In Göttingen lehrte Heumann zunächst als Ordinarius für Literaturgeschichte an der Philosophischen Fakultät und gegen sein Erwarten zunächst nur als Extraordinarius – seit 1745 aber dann auch als Ordinarius – an der Theologischen Fakultät.
Besonders hat sich Heumann durch seine offenbar schon früh vorbereitete Hinwendung zur damals sehr umstrittenen reformierten Abendmahlslehre profiliert. Die Folge war seine vorzeitige Emeritierung 1758 als Ordinarius. Jedoch war es ihm gestattet, in anderen Fakultäten – so etwa in der Philosophischen Fakultät – zu lehren.
Christoph August Heumann gilt als einer der bedeutendsten und vielseitigsten deutschen Gelehrten der ersten Hälfte des 18. Jahrhunderts. Sein Verhalten im Abendmahlsstreit zeigt ihn ungeachtet seines Taktierens und Polemisierens als Vertreter einer konsequenten theologischen Lehrfreiheit und als Vordenker einer evangelischen Union, die die Streitigkeiten des 16. Jahrhunderts kritisch prüft und überwindet.
Heumann wird auch als ein Mitbegründer einer neuen Sichtweise der Geschichte der Philosophie während der Aufklärung angesehen und gilt als Beispiel für die Depotenzierung des christlichen Weltbildes und seiner historischen Annahmen bezüglich des Ursprungs gelehrten Wissens. Er postulierte, dass Philosophie sich auf unbezweifelbare Tatsachen zu stützen hat. Die Philosophiegeschichte tritt in die neue Funktion einer kulturhistorischen Untersuchung über die gesellschaftlichen Bedingungen von gelehrter Existenz ein.

## Über das Werk
Aus Christoph August Heumanns breit gestreuten und fundierten theologischen, philosophischen, historischen und philologischen Fähigkeiten heraus entstanden insgesamt ca. 400 Schriften: Sammelwerke aus fast allen Gebieten der Geisteswissenschaft, theologische, ethische und philosophische Schriften, exegetische Werke, literaturgeschichtliche Abhandlungen, Beiträge und Biographien zu Gelehrten, philologische und historische Studien, Arbeiten zu römischen Autoren und Kirchenvätern samt Textausgaben und Übersetzungen.
Der Nachlass von Christoph August Heumann wird in der Gottfried Wilhelm Leibniz Bibliothek verwahrt.

## Werke (Auszug)
- Acta philosophorum, Das ist, Gründliche Nachrichten aus der Historia Philosophica, Nebst beygefügten Urtheilen aus denen dahin gehörigen alten und neuen Büchern. Renger, Halle, 1715–1727 (18 Hefte), Nachdruck Bristol 1997 (Google Books)
- Die Führung des Hauswesens.[3] Frankfurt & Leipzig, 3. Aufl. 1724. Wieder in Andrea van Dülmen, Hg.: Frauenleben im 18. Jahrhundert. Anthologie. Büchergilde Gutenberg, Frankfurt 1992, ISBN 3-7632-4124-8 S. 36f.

## Sonstiges
1739 verlieh der Prorektor Heumann der Dichterin Anna Margareta Pfeffer das Diplom.